# 四洲志
《四洲志》是清朝林則徐主持編譯的一本介紹世界30多國的地理、歷史的書籍。雖然該書書名是四洲，但所涉國家已涵蓋五大洲。全書共8萬7000多字。
休·慕瑞於1834年在英国伦敦出版《地理百科全書》（An Encyclopaedia of Geography，《四洲志》譯為《世界地理大全》），林則徐在廣東時，於1840年從马礼逊学校的美籍校长鲍留云(Samuel Robbins Brown)牧师取得此書，該書有多個版本，林則徐取得的可能是1837年在美國費城出版的增訂版The Encyclopædia of Geography。林則徐要幕僚梁进德进行翻譯，部分內容經林則徐修改後，《四洲志》大致完成。1845年，魏源獲得《四洲志》的譯稿，並在四洲志的基礎上寫成《海國圖志》。1931年四洲志在上海石印。